# 펫푸드

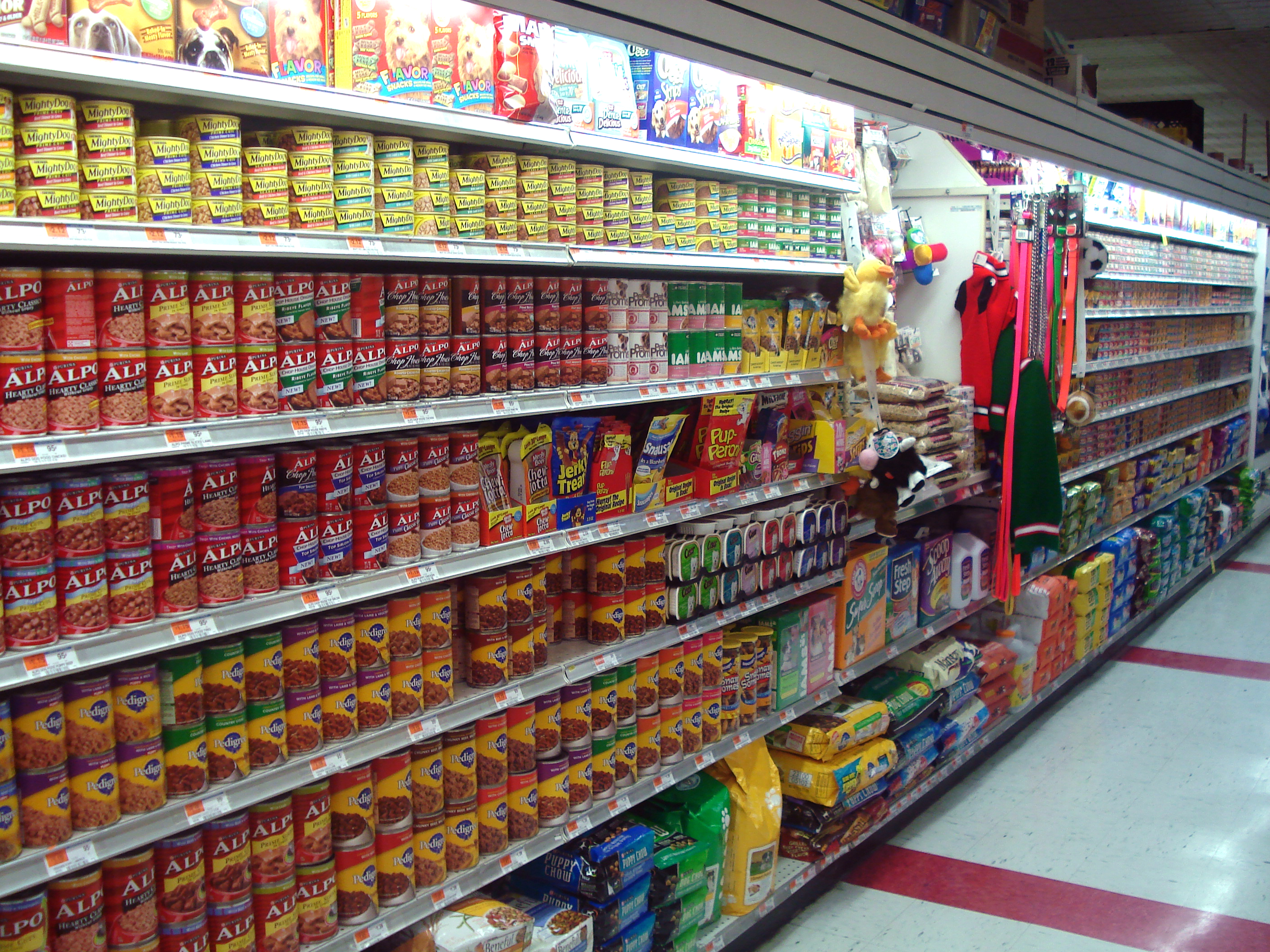

펫푸드(영어: pet food)는 애완동물을 위해 만들어진 먹이이다. 애완동물 먹이, 반려동물 먹이, 애완동물 사료(愛玩動物飼料), 반려동물 사료(伴侶動物飼料)라고도 한다. 보통 애완동물 가게와 슈퍼마켓에서 판매되는 펫푸드는 "개사료", "고양이 먹이"처럼 동물의 유형에 특화되어 있다. 짐승을 위해 사용되는 고기 대부분은 인류의 음식산업의 부산물일 뿐이며, 사람들을 위해 맞춘 음식으로 간주되지는 않는다.
2019년, 세계 펫푸드 시장의 가치는 US$87.08*10억에 달하며 2024년 US$113.2*10억까지 성장할 것으로 예상된다.

## 같이 보기
- 식품 안전